# 린킨 파크 언더그라운드
린킨파크 언더그라운드 (Linkin Park Underground, 약칭 LPU)는 린킨 파크의 공식 팬클럽이다. 팬클럽 웹사이트 게시판에서 사용자들끼리 린킨 파크의 최근 프로젝트나 음반에 대한 뉴스를 주고 받을 수 있다. 팬클럽의 멤버는 또한 "@linkinpark.com" 도메인을 받으며 전자 우편을 통하여 개인적으로 정보를 받을 수 있으며 새로운 린킨 파크의 음반, 의류, 상품, 도서 등을 먼저 주문할 수 있거나 할인 받을 수 있다.
전 세계적으로 유명하고 전 세계적으로 거대한 팬클럽이다.

## 연혁
2001년, 린킨 파크와 제시카 바르다스에 의해 만들어졌다. 린킨 파크 언더그라운드는 린킨 파크의 팬들 간의 커뮤니티 목적으로 만들어졌으며 매년 멤버쉽 패키지를 발매한다. 첫 번째 해에 선착순 500명의 LPU 회원이 사인이 되어 있는 《Hybrid Theory EP》 음반을 받았고 2005년 1월 31일까지 포럼을 통해 팬들에게 린킨 파크 상품을 판매하였다.
2005년 9월, 유사한 형태로 마이크 시노다의 사이드 프로젝트 그룹 포트 마이너의 팬클럽 포트 마이너 밀리티아가 만들어졌다. 선착순 100명의 회원에게 DVD가 수록된 1집 음반 《The Rising Tied》와 마이크 시노다의 사인이 있는 그 이외의 상품들을 증정했다.

## 언더그라운드 음반

### Hybrid Theory EP (재발매판)
첫 번째로 발매한 LPU 음반으로 2001년 발매하였다.

#### 수록곡
1. "Carousel" - 3:00
2. "Technique (Short)" - 0:40
3. "Step Up" - 3:55
4. "And One" - 4:31 (전주 포함)
5. "High Voltage" - 3:30
6. "Part Of Me" - 12:41

### Underground V2.0
2002년 11월 18일, 린킨 파크 언더그라운드가 발매한 두 번째 음반으로서 팬클럽에게만 한정으로 발매되었다. 6개의 트랙으로 구성되어 있으며 한 때 국제적인 사이트 이베이를 통해 "언더그라운드 2.5"라는 사기 음반이 판매되기도 했었다.

#### 수록곡
1. "A.06"  – 0:54
2. "With You" (Live)  – 3:22
3. "Pts.OF.Athrty" (Crystal Method Remix)  – 4:57
4. "Dedicated" (1999년 데모)  – 3:11
5. "High Voltage" (Live)  – 4:02
6. "My December"  – 4:20

#### 라인업
- 체스터 베닝턴 – 보컬
- 마이크 시노다 – 보컬, 기타리스트, 키보드리스트, 샘플링
- 브래드 델슨 – 기타리스트
- 데이브 "피닉스" 파렐 – 베이시스트
- 롭 버든 – 드러머
- 조지프 한 – 턴테이블리스트, 샘플링

### Underground V3.0
2003년 11월 17일, 린킨 파크 언더그라운드가 발매한 세 번째 음반으로서 팬클럽에게만 한정으로 발매되었다. 5개의 트랙으로 구성되어 있으며 《Live in Texas》 DVD에 수록되었으나 CD에는 수록되지 않은 곡인 5곡이 수록되어 있다.

#### 수록곡
1. "Don't Stay (Live)" – 3:11
2. "Figure.09 (Live)" – 3:49
3. "With You (Live)" – 3:21
4. "By Myself (Live)" – 4:06
5. "A Place for My Head (Live)" – 3:57

#### 부록
- LPU 월드와이드 비디오
- "From the Inside" 뮤직비디오
- "Don't Stay", "Faint" - "지미 키멜 라이브"에서의 라이브
- 멀티미디어 컨텐츠

#### 라인업
- 체스터 베닝턴 – 보컬
- 마이크 시노다 – 보컬, 기타리스트, 키보드리스트, 샘플링
- 브래드 델슨 – 기타리스트
- 데이브 "피닉스" 파렐 – 베이시스트
- 롭 버든 – 드러머
- 조지프 한 – 턴테이블리스트, 샘플링

### Underground V4.0
2004년 11월 22일, 린킨 파크 언더그라운드가 발매한 네 번째 음반으로서 팬클럽에게만 한정으로 발매되었다. 6개의 트랙으로 구성되어 있으며 두 개의 스튜디오 녹음 트랙, 네 개의 2004년 프로젝트 레볼루션에서의 라이브를 비롯한 라이브가 수록되어 있다.
《LP Underground v2.0》 음반과 같이 이베이에서 20개의 트랙이 수록된 사기 음반이 판매되었었다.

#### 수록곡
1. "Sold My Soul to Yo Mama"  – 1:58
2. "Breaking the Habit" (Live)  – 5:35
3. "Standing in the Middle" (feat. 모션 맨)  – 3:22
4. "Step Up / Nobody's Listening / It's Goin' Down" (Live)  – 4:57
5. "Wish" (Live)  – 4:28
6. "One Step Closer" (feat. 조나단 데이비스) (Live)  – 3:57

#### 부록
- "Figure.09" - 2004년 8월 14일 프로젝트 레볼루션 투어 라이브
- "Easier to Run" - 2003년 린킨 파크 언더그라운드 투어 라이브
- LPU World Wide Video.
- LPU Newscaster Outtakes
- 버디 아이콘 & 배경화면

#### 라인업
- 체스터 베닝턴 – 보컬
- 마이크 시노다 – 보컬, 기타리스트, 키보드리스트, 샘플링
- 브래드 델슨 – 기타리스트
- 데이브 "피닉스" 파렐 – 베이시스트
- 롭 버든 – 드러머
- 조지프 한 – 턴테이블리스트, 샘플링

### Underground 5
2005년 11월 21일, 린킨 파크 언더그라운드가 발매한 다섯 번째 음반으로서 팬클럽에게만 한정으로 발매되었다. 6개의 트랙으로 구성되어 있으며 2005년 7월 2일, 필라델피아에서 제이-지와 함께 한 라이브 8 콘서트 라이브가 수록되어 있다.

#### 수록곡
1. "Somewhere I Belong" – 4:19
2. "Breaking the Habit" – 4:41
3. "Announcement Service Public- Intro" – 1:18
4. "Dirt Off Your Shoulder/Lying From You" – 4:04
5. "Big Pimpin'/Papercut" – 2:33
6. "Jigga What/Faint" – 3:51

#### 라인업
- 체스터 베닝턴 – 보컬
- 마이크 시노다 – 보컬, 기타리스트, 키보드리스트, 샘플링
- 브래드 델슨 – 기타리스트
- 데이브 "피닉스" 파렐 – 베이시스트
- 롭 버든 – 드러머
- 조지프 한 – 턴테이블리스트, 샘플링
- 제이-지 - 보컬 (3-6번 트랙)

### Underground 6
2006년 12월 5일, 린킨 파크 언더그라운드가 발매한 여섯 번째 음반으로서 팬클럽에게만 한정으로 발매되었다. 6개의 트랙으로 구성되어 있으며 발매 하루 사이 많이 판매량을 거두었으며 커버가 다른 한정판 패키지는 2007년 프로젝트 레볼루션이 진행되는 동안 판매하였다.

#### 수록곡
1. "Announcement Service Public" – 2:23
2. "QWERTY" – 3:21
3. "QWERTY" [Live] – 3:55
4. "Pushing Me Away" (Piano Version) [Live] – 3:30
5. "Breaking the Habit" [Live] – 5:21
6. "Reading My Eyes" [Live] – 3:1

#### 라인업
- 체스터 베닝턴 – 보컬
- 마이크 시노다 – 보컬, 기타리스트, 키보드리스트, 샘플링
- 브래드 델슨 – 기타리스트
- 데이브 "피닉스" 파렐 – 베이시스트
- 롭 버든 – 드러머
- 조지프 한 – 턴테이블리스트, 샘플링

### Underground 7
2007년 11월 27일, 린킨 파크 언더그라운드는 다음 버전인 7.0이 2007년 12월 5일에 발매될 거라고 공지했다. 차후 린킨 파크는 공식마이스페이스를 통해 7.0 또한 많은 판매량을 거두었다고 밝혔다. EP 음반에는 총 10개의 2007년 프로젝트 레볼루션 음원이 수록되어 있다.

#### 수록곡
1. "No More Sorrow" Live (Toronto, ON) - 05:14
2. "What I've Done" Live (Hartford, CT) - 03:22
3. "One Step Closer" Live (Syracuse, NY) - 03:41
4. "Given Up" Live (West Palm Beach, FL) - 03:10
5. "Numb" Live (The Woodlands, TX) - 03:10
6. "Crawling" Live (Holmdel, NJ) - 03:47
7. "The Little Things Give You Away" Live (Atlanta, GA) - 07:21
8. "In the End" Live (Toronto, ON) - 03:43
9. "Bleed It Out" Live (Raleigh, NC) - 07:49
10. "Faint" Live (Holmdel, NJ) - 04:33

#### 라인업
- 체스터 베닝턴 – 보컬
- 마이크 시노다 – 보컬, 기타리스트, 키보드리스트, 샘플링
- 브래드 델슨 – 기타리스트
- 데이브 "피닉스" 파렐 – 베이시스트
- 롭 버든 – 드러머
- 조지프 한 – 턴테이블리스트, 샘플링

### Underground 8
린킨파크 언더그라운드가 공식적으로 밝히지는 않았지만 린킨파크 언더그라운드 미국 회원들끼리 LPU 8.0 로고 디자인 콘테스트를 4월 사이에 열어 최종 디자인이 선정된 것으로 보인다.

#### 수록곡
1. "You Ain't Gotsa Gotsa" - 0:00
2. "Bubbles" - 0:58
3. "No Laundry" - 03:20
4. "Da Bloos" - 04:16
5. "PBN' Jellyfish" - 05:31
6. "26 Lettaz In Da Alphabet" - 07:26

### Songs From The Underground

#### 수록곡
1. "Announcement Service Public" - 0:00
2. "Qwerty" (Studio Version) - 02:26
3. "And One" - 05:50
4. "Sold My Soul to Yo Mama" - 10:21
5. "Dedicated (Demo 1999)" - 12:21
6. "Hunger Strike" (Live From Projekt Revolution 2008) - 15:33
7. "My December" (Live 2008) - 19:48
8. "Part of Me" (I Edit The Long Part From The Original Song) - 24:03
9. "Crawling" [Live From Projekt Revolution 2008] (Bonus Track) - 31:38

### Underground 9:Demos

#### 수록곡
1. "A-Six" (Original Long Version 2002) - 0:00
2. "Faint" (Demo 2002) - 03:51
3. "Sad" (By Myself Demo 1999) - 07:01
4. "Fear" (Leave Out All The Rest Demo 2006) - 08:09
5. "Figure.09" (Demo 2002) - 10:58
6. "Stick and Move" (Runaway Demo 1998) - 14:21
7. "Across the Line" (Unreleased Demo 2007) - 15:15
8. "Drawing" (Breaking the Habit Demo 2002) - 18:26
9. "Drum Song" (Little Things Give You Away Demo 2006) - 22:03

### Underground 10

#### 수록곡
1. "Announcement Service Public" - 0:00
2. "Qwerty" (Studio Version) - 02:26
3. "And One" - 05:50
4. "Sold My Soul to Yo Mama" - 10:21
5. "Dedicated" (Demo 1999) - 12:20
6. "Hunger Strike" (Live from Projekt Revolution 2008) - 15:33
7. "My December" (Live 2008) - 19:48
8. "Part of Me" (I edit the long part from the original song) - 24:03
9. "Across the Line" (Unreleased Demo 2007) - 31:40
10. "Pretend to Be" (Unreleased Demo 2008) - 34:50

### A Decade Underground

#### 수록곡
1. "Announcement Service Public" - 0:00
2. "Qwerty" (Studio Version) - 02:26
3. "And One" - 05:50
4. "Sold My Soul to Yo Mama" - 10:21
5. "Dedicated" (Demo 1999) - 12:20
6. "Hunger Strike (Live From Projekt Revolution 2008) - 15:33
7. "My December" (Live 2008) - 19:48
8. "Part Of Me" (I Edit The Long Part From The Original Song) - 24:03
9. "Across the Line" (Unreleased Demo 2007) - 31:40
10. "Pretend To Be" (Unreleased Demo 2008) - 34:50

### Underground X:Demos

#### 수록곡
1. "Unfortunate" (Unreleased Demo 2002) - 0:00
2. "What We Don't Know" (Unreleased Demo 2007) - 02:05
3. "Oh No" (Points of Authority Demo) - 05:43
4. "I Have Not Begun" (Unreleased Demo 2009) - 07:46
5. "Pale" (Unreleased Demo 2006) - 10:51
6. "Pretend to Be" (Unreleased Demo 2008) - 15:50
7. "Divided" (Unreleased Demo 2005) - 19:44
8. "What I've Done" (Mike Shinoda Remix) - 23:22
9. "Coal" (Unreleased Demo 1997) - 27:01
10. "Halo" (Unreleased Demo 2002) - 30:38

### Underground 11

#### 수록곡
1. "YO" (Minutes To Midnight Demo) - 0:00
2. "Slip" (1998 Unreleased Hybrid Theory Demo) - 2:42
3. "Soundtrack" (Meteora Demo) - 6:11
4. "In the End" (Demo) - 9:24
5. "Program (Meteora Demo) - 13:14
6. "Bang Three" (What I've Done Original Demo) - 16:43
7. "Robot Boy" (Test Mix, Optional Vocal Take) - 20:10
8. "Broken Foot" (Meteora Demo) - 24:39
9. "Esaul" (A Place For My Head Demo) - 27:20
10. "Blue" (1998 Unreleased Hybrid Theory Demo) - 30:25

### Underground 12

#### 수록곡
1. "Homecoming" (Minutes To Midnight Demo) - 00:00
2. "Points Of Authority" (Demo) - 03:09
3. "Clarity" (Minutes to Midnight Demo) - 06:15
4. "Abestos" (Minutes to Midnight Demo) - 09:21
5. "Bunker" (Minutes to Midnight Demo) - 11:18
6. "So Far Away" (Unreleased 1998) - 15:16
7. "Pepper" (Meteora Demo) - 18:12
8. "Debris" (Minutes to Midnight Demo) - 21:10
9. "Ominous" (Meteora Demo) - 24:34
10. "Forgotten" (Demo) - 27:45

### Underground 13

#### 수록곡
1. "Basquiat" (2007 Demo) - 00:00
2. "Holding Company" (2011 Demo) - 03:22
3. "Primo" (I'll Be Gone - Longform 2010 Demo) - 08:24
4. "Hemispheres" (2011 Demo) - 14:20
5. "Cumulus" (2002 Demo) - 18:03
6. "Pretty Birdy" (Somewhere I Belong 2002 Demo) - 21:08
7. "Universe" (2006 Demo) - 25:13
8. "Apaches" (Until It Breaks Demo No.1) - 29:11
9. "Foot Patrol" (Until It Breaks Demo No.2) - 31:54
10. "Three Band Terror" (Until It Breaks Demo No.3) - 34:24
11. "Truth Inside A Lie" (By Ryan Giles) [LPU Sessions 2013] - 36:25
12. "Change" (By Beta State) [LPU Sessions 2013] - 40:48

### Underground 14

#### 수록곡
1. "Aubrey One" (2009 Demo) - 00:00
2. "Malathion+Tritonus" (2008 Berlin Demo) - 03:51
3. "Berlin One, Version C" (2009 Demo) - 09:09
4. "Blanka" (2008 Demo) - 11:59
5. "Heartburn" (2007 Demo) - 14:32
6. "Breaking The Habit" (Original Mike 2002 Demo) - 16:18
7. "Dave Sbeat" (Feat. Joe) (2009) - 19:38
8. "Froctagon" (2009 Demo) - 20:20
9. "Rhinocerous" (2002 Demo) - 23:59
10. "After Canada" (2005 Demo) - 27:36